# Commande H-infini
Dans le domaine de l'automatique et de la théorie du contrôle, la synthèse H-infini ou H∞ est une méthode qui sert à la conception de commandes optimales, imposant des contraintes sur la norme H-infini d'un système dynamique (minimisation, ou imposition d'une borne supérieure). La norme H-infini d'un système peut s'interpréter comme l'amplification énergétique maximale qu'il peut exercer en sortie par rapport à l'énergie de ses signaux d'entrée. Généralement réservée aux systèmes linéaires temps invariant, la commande H-infini a néanmoins été généralisée dans des cadres non-linéaires. Tout comme pour la commande H2, le terme H-infini provient de l'espace fonctionnel de Hardy du même nom.

## Présentation
La synthèse H-infini est une méthode qui sert à la conception d'un contrôleur capable de délivrer une commande optimale particulière, prenant en compte des contraintes sur le comportement énergétique attendu d'un système muni de ce contrôleur. Comme pour toute commande optimale, le mot « optimal » est ici utilisé dans un sens strictement mathématique, l'optimisation étant toujours relative à un objectif recherché.
- En synthèse H-infini optimale, on cherche à obtenir un contrôleur qui minimisera le transfert d’énergie maximal des entrées du système vers les sorties du système.
- En synthèse H-infini suboptimale, on cherche simplement un contrôleur pour lequel ce transfert d'énergie sera majoré par une valeur choisie à l'avance.

La commande H-infini a pour principal avantage de synthétiser des concepts liés :
- à la commande classique, typiquement par son interprétation fréquentielle
- au contrôle moderne, par son aspect MIMO, son interprétation temporelle, et sa capacité à tenir compte d'incertitudes modèle.

C'est une méthodologie très utilisée pour assurer la robustesse d'un contrôleur.

## Définitions de la norme H-infini

### Définition fréquentielle
Si on considère la matrice de transfert {\displaystyle \mathbf {T} (s)} d'un système dynamique linéaire stable qui à une entrée {\displaystyle w(s)} associe une sortie {\displaystyle z(s)=\mathbf {T} (s)w(s)}, la norme {\displaystyle {\mathcal {H}}_{\infty }} du système dynamique est donnée par le maximum de la valeur singulière maximale (ou plus rigoureusement, par le supremum essentiel de la valeur singulière maximale) de {\displaystyle \mathbf {T} (j\omega )} avec {\displaystyle \omega \in \mathbb {R} } (mais on peut se restreindre au sup pour {\displaystyle \omega \geq 0}),. Il s'agit de la définition de la norme de l'espace des matrices {\displaystyle n_{z}\times n_{w}} dont les coefficients appartiennent à l'espace de Hardy {\displaystyle {\mathcal {H}}_{\infty }}.
Cette définition a le mérite d'être visuellement claire dans le cas SISO, car la norme {\displaystyle {\mathcal {H}}_{\infty }} d'un système peut alors directement se déduire de la valeur de gain maximale de {\displaystyle |\mathbf {T} (j\omega )|} sur un diagramme de Bode. Dans ce cas, la norme {\displaystyle {\mathcal {H}}_{\infty }} d'un système peut également s'interpréter comme le rapport d'amplitude maximal entre un signal sinusoïdal d'entrée et le signal sinusoïdal de sortie associé (en régime permanent). La valeur {\displaystyle \omega ^{*}} où ce maximum est atteint fournit la fréquence de résonance maximale du système.

### Définition temporelle
Si on considère un système dynamique stable {\displaystyle \mathbf {T} } (de condition initiale {\displaystyle x(0)=0}) comme un opérateur entre des espaces fonctionnels de Lebesgue {\displaystyle L^{2}}, qui à une entrée {\displaystyle w:[0,+\infty )\rightarrow \mathbb {R} ^{n_{w}}} dans {\displaystyle L^{2}} associe une sortie {\displaystyle z=\mathbf {T} w:[0,+\infty )\rightarrow \mathbb {R} ^{n_{z}}} dans {\displaystyle L^{2}}, alors la norme {\displaystyle {\mathcal {H}}_{\infty }} du système dynamique est définie comme le suprémum du rapport entre la norme {\displaystyle L^{2}} des signaux de sorties et la norme {\displaystyle L^{2}} des signaux d'entrées. Formellement, il s'agit de la norme d'opérateur subordonnée aux normes {\displaystyle L^{2}} des signaux.
Le carré de la norme {\displaystyle L^{2}} d'un signal pouvant s'interpréter comme l'énergie de ce signal, il est ici clair que les critères {\displaystyle {\mathcal {H}}_{\infty }} sont des critères d'amplification maximale de l'énergie des signaux de sortie par rapport à l'énergie de leurs signaux d'entrée associés. Cette définition temporelle est équivalente à la définition fréquentielle dans le cas des systèmes linéaires, ce qui peut se démontrer à l'aide de l'égalité de Parseval. Elle a également le mérite de pouvoir se généraliser aux systèmes non-linéaires, ainsi qu'à des rapports de normes d'espaces fonctionnels autres que {\displaystyle L^{2}} (on applique parfois des normes d'espaces de Sobolev). Bien que le terme {\displaystyle {\mathcal {H}}_{\infty }} soit toujours employé en contrôle pour parler de ces généralisations, il n'a plus de rapport avec l'espace de Hardy qu'il désignait originellement.

## Formulation du problème
Considérant le système représenté par la forme standard suivante:
Le système P possède deux entrées:
- w représente les entrées extérieures, notamment le vecteur de consigne de commande, les perturbations et les bruits,
- u représente le vecteur de commande ;

et deux sorties :
- z les sorties à optimiser pour avoir un bon comportement de la commande
- v les mesures disponibles utilisées par le contrôleur pour calculer la commande.

Toutes ces données sont d’une façon générale des vecteurs et P et K sont des matrices de transfert.
Le système précédent peut s’écrire en fréquentiel sous la forme:
avec le contrôleur :
Il est alors possible d’exprimer la relation entre z et w par:
Où {\displaystyle F_{\ell }} est appelé la ‘’Transformation Linéaire Fractionnaire’’ (LFT) définie par:
L’objectif de la synthèse {\displaystyle {\mathcal {H}}_{\infty }} est de trouver le contrôleur {\displaystyle \mathbf {K} } tel que la norme {\displaystyle {\mathcal {H}}_{\infty }} de  {\displaystyle F_{\ell }(\mathbf {P} ,\mathbf {K} )} soit minimum.
La norme {\displaystyle {\mathcal {H}}_{\infty }} de la matrice de fonctions de transfert  {\displaystyle F_{\ell }(\mathbf {P} ,\mathbf {K} )} est donnée par :
où {\displaystyle {\bar {\sigma }}} est la valeur singulière maximale de la matrice {\displaystyle F_{\ell }(\mathbf {P} ,\mathbf {K} )(j\omega )}.
Il existe plusieurs méthodes permettant le calcul et l’optimisation de la norme {\displaystyle {\mathcal {H}}_{\infty }} :
- méthode basée sur la résolution des équations de Riccati ;
- méthode(s) basée sur les Inégalités matricielles linéaires ;
- méthode utilisant la paramétrisation de Youla.

## Applications
La synthèse de commande {\displaystyle {\mathcal {H}}_{\infty }} est depuis le début des années 2000 utilisée dans le cadre du contrôle de structures flexibles des systèmes spatiaux comme les satellites  ou les lanceurs. Ces systèmes possèdent des modes de flexions proches de la bande passante du contrôleur et dont les caractéristiques sont incertaines (fréquence, gain, amortissement). La méthode {\displaystyle {\mathcal {H}}_{\infty }} permet de garantir théoriquement une certaine robustesse de la stabilité du système (via la marge de module) tout en assurant les performances de réjection de perturbation.
Sur Ariane 5, le pilotage basé {\displaystyle {\mathcal {H}}_{\infty }} a ainsi permis de garantir la stabilité du lanceur tout en optimisant la commande de braquage de la tuyère, faisant économiser plusieurs centaines de kilos sur le liquide hydraulique de commande.

## Limitations
Comme toutes les techniques de contrôle, la synthèse H-infini possède quelques désavantages. Il peut être par exemple difficile d'imposer un temps de réponse particulier à la sortie du système, ou encore un taux de dépassement maximal.